# Ikauna
Ikauna é uma cidade e uma nagar panchayat no distrito de Shrawasti, no estado indiano de Uttar Pradesh.

## Geografia
Ikauna está localizada a 27° 33′ N, 81° 58′ L. Tem uma altitude média de 109 metros (357 pés).

## Demografia
Segundo o censo de 2001, Ikauna tinha uma população de 12,947 habitantes. Os indivíduos do sexo masculino constituem 53% da população e os do sexo feminino 47%. Ikauna tem uma taxa de literacia de 52%, inferior à média nacional de 59.5%: a literacia no sexo masculino é de 60% e no sexo feminino é de 42%. Em Ikauna, 18% da população está abaixo dos 6 anos de idade.